# Álvaro Peña (Fußballspieler, 1989)
Álvaro Peña, vollständiger Name Álvaro Enrique Peña Montero, (* 8. März 1989 in Montevideo) ist ein uruguayischer ehemaliger Fußballspieler.

## Karriere
Der 1,85 Meter große Mittelfeldakteur Peña ist der Sohn von José Enrique Peña und Zwillingsbruder von Agustín Peña. Er stand zu Beginn seiner Karriere in der Spielzeit 2009/10 in Reihen der Mannschaft des Cerro Largo FC und bestritt in jener Saison zehn Partien (kein Tor) in der Primera División. Anschließend wird je nach Quellenlage entweder ein Engagement beim Club Atlético Rentistas oder bei der Reservemannschaft (Formativas) von Nacional Montevideo für ihn geführt. Von September 2011 bis Mitte August 2012 spielte Peña für den Zweitligisten Club Atlético Atenas, bei dem er in der Saison 2011/12 in 18 Begegnungen der Segunda División auflief und einmal ins gegnerische Tor traf. Sodann setzte er seine sportliche Laufbahn beim Puntarenas FC in Costa Rica fort und erzielte dort zwei Treffer bei sieben Erstligaeinsätzen. Mitte Februar 2013 verpflichtete ihn der uruguayische Erstligist Bella Vista, für den er in der Clausura vier Ligaspiele absolvierte und zwei Tore schoss. Mitte August 2013 schloss er sich Montedio Yamagata an, kam bei den Japanern aber nur in einer Partie (kein Tor) der J2 League zum Einsatz. Von März 2014 bis Ende jenes Jahres war er in Paraguay bei River Plate Asunción aktiv. Es folgte eine bis Mitte September 2015 währende Karrierestation bei Deportivo Capiatá. Für die Paraguayos bestritt er fünf persönlich torlose Ligapartien. In der Apertura 2015 gehörte Peña dem Kader des uruguayischen Zweitligisten Boston River an und wurde bei den Montevideanern in zwei Ligabegegnungen (kein Tor) eingesetzt. Mitte Februar 2016 kehrte er zu River Plate Asunción zurück, bei dem er fortan sechsmal (kein Tor) in der Liga eingesetzt wurde. Im Juli 2016 verpflichteten ihn die Rampla Juniors, blieb aber ohne Einsatz.